# Lejre község
Lejre község (dánul: Lejre Kommune) Dánia 98 községének (kommune, helyi önkormányzattal rendelkező közigazgatási egység) egyike. Lejre község Frederikssund, Holbæk, Ringsted, Køge és Roskilde községekkel határos. Lakosainak száma 27 317 fő (2016).